# Siêu cúp bóng đá châu Âu 2025
Trận Siêu cúp bóng đá châu Âu 2025 là lần tổ chức thứ 50 của Siêu cúp bóng đá châu Âu, trận đấu bóng đá thường niên do UEFA tổ chức và bao gồm hai đội đương kim vô địch của hai giải đấu cấp câu lạc bộ hàng đầu châu Âu, UEFA Champions League và UEFA Europa League. Trận đấu chứng kiến màn tranh tài giữa đội bóng Pháp Paris Saint-Germain, đội vô địch UEFA Champions League 2024–25, và đội bóng Anh Tottenham Hotspur, đội vô địch UEFA Europa League 2024–25, và được diễn ra tại sân vận động Friuli, Udine vào ngày 13 tháng 8 năm 2025.

## Lựa chọn chủ nhà
Sân vận động Friuli ở Udine, Ý, được Ủy ban điều hành UEFA chỉ định là nơi đăng cai trong cuộc họp tại Lausanne, Thụy Sĩ, vào ngày 16 tháng 12 năm 2024.

## Các đội bóng
| Đội bóng            | Tư cách lọt vào                           | Các lần tham dự trận chung kết trước (in đậm thể hiện năm vô địch) |
| ------------------- | ----------------------------------------- | ------------------------------------------------------------------ |
| Paris Saint-Germain | Nhà vô địch UEFA Champions League 2024–25 | 1 (1996)                                                           |
| Tottenham Hotspur   | Nhà vô địch UEFA Europa League 2024–25    | Không có                                                           |

## Trận đấu
| Paris Saint-Germain                            | 2-2      | Tottenham Hotspur                                |
| ---------------------------------------------- | -------- | ------------------------------------------------ |
| - Kang-in 85' - Ramos 90+3'                    | Chi tiết | - Van de Ven 39' - Romero 48'                    |
| Loạt sút luân lưu                              |          |                                                  |
| - Vitinha - Ramos - Dembélé - Kang-in - Mendes | 4-3      | - Solanke - Bentancur - Van de Ven - Tel - Porro |

| Paris Saint-Germain | Tottenham Hotspur |

| GK               | 30 | Lucas Chevalier       |     |     |
| RB               | 2  | Achraf Hakimi         |     |     |
| CB               | 5  | Marquinhos (c)        |     |     |
| CB               | 51 | Willian Pacho         | 58' |     |
| LB               | 25 | Nuno Mendes           |     |     |
| CM               | 33 | Warren Zaïre-Emery    |     | 68' |
| CM               | 17 | Vitinha               |     |     |
| CM               | 14 | Désiré Doué           |     | 77' |
| RF               | 29 | Bradley Barcola       | 55' | 68' |
| CF               | 10 | Ousmane Dembélé       | 90' |     |
| LF               | 7  | Khvicha Kvaratskhelia |     | 60' |
| Dự bị:           |    |                       |     |     |
| GK               | 39 | Matvey Safonov        |     |     |
| GK               | 89 | Renato Marin          |     |     |
| DF               | 4  | Lucas Beraldo         |     |     |
| DF               | 21 | Lucas Hernandez       |     |     |
| DF               | 43 | Noham Kamara          |     |     |
| MF               | 8  | Fabián Ruiz           |     | 60' |
| MF               | 19 | Lee Kang-in           |     | 68' |
| FW               | 9  | Gonçalo Ramos         |     | 77' |
| FW               | 49 | Ibrahim Mbaye         |     | 68' |
| Huấn luyện viên: |    |                       |     |     |
| Luis Enrique     |    |                       |     |     |

| GK               | 1  | Guglielmo Vicario   |     |     |
| RB               | 23 | Pedro Porro         |     |     |
| CB               | 17 | Cristian Romero (c) |     |     |
| CB               | 4  | Kevin Danso         | 62' |     |
| LB               | 37 | Micky van de Ven    |     |     |
| CM               | 6  | João Palhinha       |     | 72' |
| CM               | 30 | Rodrigo Bentancur   |     |     |
| CM               | 29 | Pape Matar Sarr     |     | 90' |
| RF               | 20 | Mohammed Kudus      |     | 79' |
| CF               | 9  | Richarlison         | 53' | 72' |
| LF               | 24 | Djed Spence         |     |     |
| Dự bị:           |    |                     |     |     |
| GK               | 31 | Antonín Kinský      |     |     |
| GK               | 40 | Brandon Austin      |     |     |
| DF               | 33 | Ben Davies          |     |     |
| DF               | 67 | Jun'ai Byfield      |     |     |
| DF               | 80 | Luka Vušković       |     |     |
| MF               | 14 | Archie Gray         |     | 72' |
| MF               | 15 | Lucas Bergvall      |     | 90' |
| FW               | 11 | Mathys Tel          |     | 79' |
| FW               | 19 | Dominic Solanke     |     | 72' |
| FW               | 22 | Brennan Johnson     |     |     |
| FW               | 28 | Wilson Odobert      |     |     |
| Huấn luyện viên: |    |                     |     |     |
| Thomas Frank     |    |                     |     |     |

| Cầu thủ xuất sắc nhất trận đấu: Ousmane Dembélé (Paris Saint-Germain) Trợ lý trọng tài: Bruno Jesus (Bồ Đào Nha) Luciano Maia (Bồ Đào Nha) Trọng tài thứ tư: Tiago Martins (Bồ Đào Nha) Trợ lý trọng tài video: Elchin Masiyev (Azerbaijan) Trợ lý tổ trợ lý trọng tài video: Fábio Melo (Bồ Đào Nha) Pol van Boekel (Hà Lan) | Luật trận đấu - 90 phút - Loạt sút luân lưu nếu vẫn có tỷ số hòa - Được phép thay tối đa 5 trong số tối đa 12 cầu thủ dự bị từ trước |